# Abekawamochi

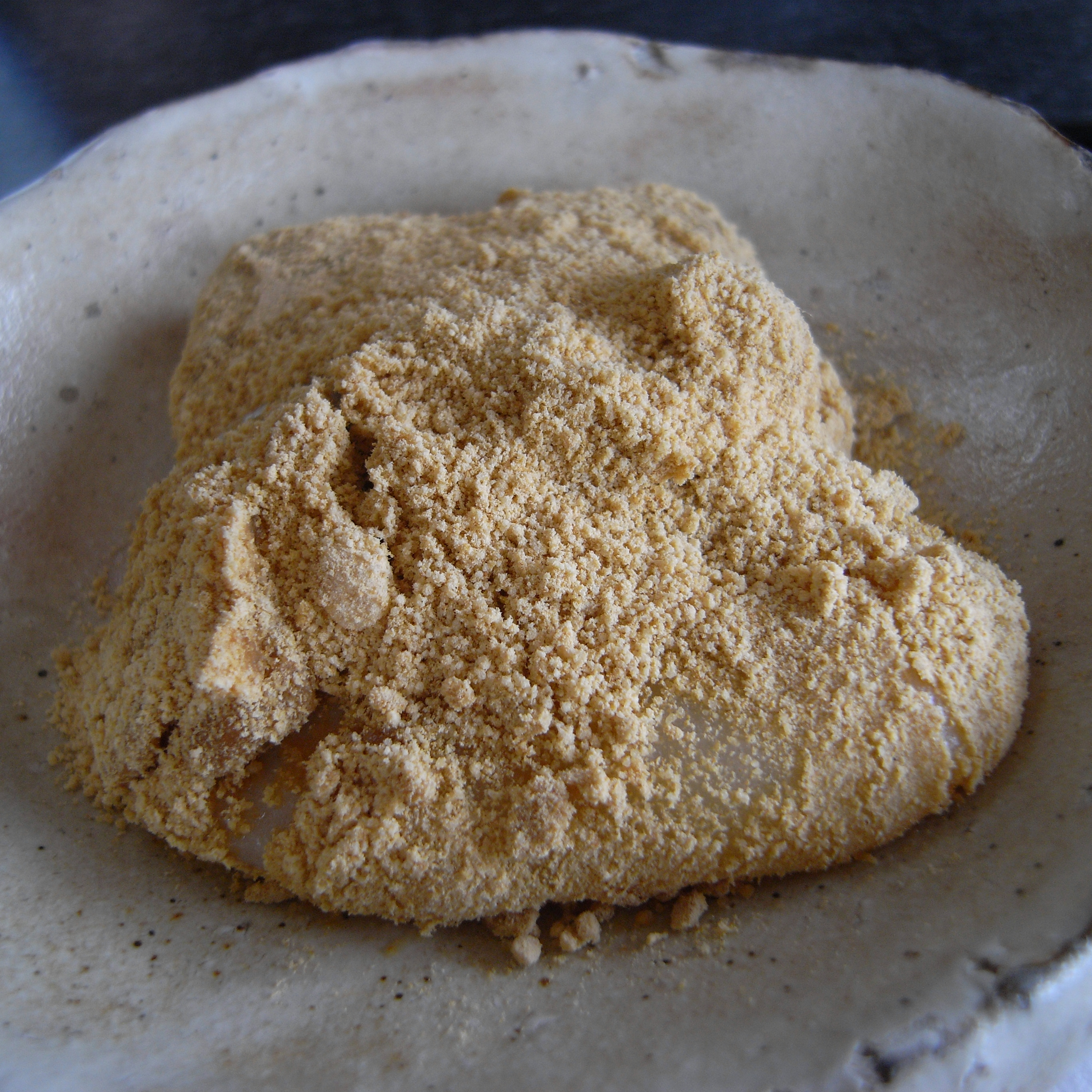
Abekawamochi

Abekawamochi (jap. 安倍川もち) ist eine seit der Edo-Zeit bekannte japanische Süßigkeit aus der Region des Flusses Abe (Abe-kawa) in der Präfektur Shizuoka.
Abekawamochi ist ein Reiskuchen (Mochi), der nach dem Backen mit einer Mischung aus Sojabohnenmehl (Kinako) und Zucker bestreut wird. Statt Zucker kann auch Zuckersirup (Kuromitsu) verwendet werden.
Ähnliche japanische Süßigkeiten sind Ohagi und Warabimochi.